# Поїзд о 4:50 з Педдінґтона
«Поїзд о 4:50 з Педдінґтона» (англ. 4.50 from Paddington) — детективний роман англійської письменниці Агати Крісті із серії творів про міс Марпл, виданий у 1957 році.

## Сюжет
Місіс Макгілікаді під час поїздки на поїзді стала свідком вбивства — вона бачила, як у купе вагона поїзда, що йшов по паралельній гілці, чоловік задушив жінку. Поліція поставилася до свідчень старої жінки без особливої довіри, але все-таки перевірила їх, й не знайшла ніяких слідів злочину. Прибувши до Сент-Мері-Мід, місіс Макгілікаді розповідає про побачене міс Марпл та просить її допомогти розібратись в ситуації. На відміну від поліції, міс Марпл, добре знаючи свідка, абсолютно впевнена, що їй не могло здатися, та що вона не стала б вигадувати цю історію, щоб привернути увагу. Але, повторно звернувшись у поліцію, жінки довідуються, що проведене ретельне розслідування не дало ніяких результатів. Після вбивства повинен був залишитися труп, але ні трупа, ні слідів того, що його хтось ховав, поліція не виявила ні в поїзді, ні поблизу від залізничних колій. Міс Марпл береться до роботи сама.

## Діючі особи
- Міс Джейн Марпл — розслідує вбивство, свідком якого стала її подруга.
- Люсі Айлесберроу — покоївка, відмінний професіонал домашньої праці, працювала у міс Марпл економкою, на її прохання найнялася в Резерфорд-Холл, щоб провести розслідування вбивства.
- Елспет Макгілікаді — свідок вбивства, подруга міс Марпл.
- Джосайя Крекенторп  — на час дії — покійний, згадується як засновник Резерфорда-Холла, промисловець, батько Лютера.
- Лютер Крекенторп — хазяїн Резерфорда-Холла, домашній тиран.
- Седрік Крекенторп — син Лютера, художник з Ібіци.
- Гарольд Крекенторп — син Лютера, банкір.
- Альфред Крекенторп — син Лютера, організатор досить сумнівного бізнесу.
- Емма Крекенторп — дочка Лютера, єдина з його дітей доглядає за ним.
- Брайан Істлі — чоловік померлої дочки Лютера, Едіт.
- Александер Істлі — син Брайана й Едіт, єдиний онук Лютера Крекенторпа.
- Джон Квімпер — лікар Лютера Крекенторпа, наречений Емми Крекенторп
- Дермот Креддок — інспектор Скотленд-Ярду (з'являвся в романі «Оголошено вбивство»), сер Генрі Клітерінг — його хрещений батько.

## Переклади українською
Переклад виконаний Віктором Шовкуном в 2012 році видавництвом Клуб сімейного дозвілля.

## Екранізації
- 1961 — «Вбивство, сказала вона», кінофільм, вільна адаптація роману з Маргарет Рутерфорд у головній ролі. Одну з другорядних ролей виконала Джоан Гіксон (місіс Кіддер)[2].
- 1987 — «Точно за розкладом», повнометражний епізод серіалу «Міс Марпл» (виробництво BBC) з Джоан Гіксон у головній ролі[3].
- 2004 — «О 4:50 з Паддінгтона», повнометражний епізод серіалу «Міс Марпл Агати Крісті» виробництво ITV, у головній ролі — Джеральдін Мак-Еван[4].
- 2008 — «Злочини — наша професія» (фр. Le crime est notre affaire), французький фільм, вільна адаптація роману, в якому міс Марпл замінено на Таппенс Бересфорд у виконанні Катрін Фро. У стрічці також зайняті Андре Дюссольє, Клод Ріш, К'яра Мастроянні, Мельвіль Пупо, Анні Корді та інші[5].